# Ed Hunter
| 전문가 평가 | 전문가 평가 |
| 평가 점수   | 평가 점수   |
| 출처        | 점수        |
| ----------- | ----------- |
| AllMusic    | [ 2 ]       |

《Ed Hunter》는 1999년 5월 17일, 영국의 헤비 메탈 밴드 아이언 메이든과 신세틱 디멘션스에 의해 발매된 컴필레이션 음반과 비디오 게임이다. 게임 목표는 아이언 메이든의 마스코트인 에디의 과거 음반 커버를 묘사하는 다양한 단계를 따라가는 것이다. 함께 제공되는 CD에는 팬들이 공식 웹사이트에서 선정한 그룹의 가장 인기 있는 곡들이 포함되어 있다.
이 음반은 같은 이름의 투어와 함께 발표되었는데, 이 투어는 이 밴드가 음반에 수록된 곡들만 연주했다. 이 투어 자체는 1990년과 1993년에 각각 밴드를 떠났던 기타리스트 아드리안 스미스와 보컬리스트 브루스 디킨슨의 복귀를 기념하는 것으로도 유명하다.

## 배경
패키지에는 CD 3개가 포함되어 있다. 첫 번째 CD는 14곡, 두 번째 CD는 6곡과 게임 설치 프로그램, 세 번째 CD는 게임 데이터를 담고 있다. 이 사운드트랙은 아이언 메이든 팬들이 공식 웹사이트에서 투표한 상위 20곡으로 구성되어 있다. 미국판에는 브루스 디킨슨과 함께한 〈Wrathchild〉의 새로운 보컬 버전의 보너스 트랙도 포함되어 있었다.
이 게임은 이스트엔드오브런던에서 시작해서 정신병원과 지옥, 그리고 그 밖의 다른 장소들을 거쳐서 과거 아이언 메이든 음반의 커버에서 모두 들어 올려진 다양한 단계를 거친다. 게임 자체는 마우스 커서로 나타나는 적을 쏘는 것으로 구성되지만 레일 슈터 역할을 한다. 즉, 플레이어가 때때로 레벨을 통과하는 경로를 선택하는 것 외에는 움직임을 제어할 수 없다. 그럼에도 불구하고 사용자는 각 레벨별로 한 곡만 선택할 수 있지만 백그라운드에서 재생할 트랙을 선택할 수 있어 사운드트랙의 반복성에 대한 비판이 제기되었다.
The Ed Hunter Tour는 이 음반을 지원하는 투어였고 1993년 이후 브루스 디킨슨과 함께 보컬을 맡았던 첫 투어였고 1988년 이후 아드리안 스미스와 기타를 맡았던 첫 투어였다.

## 곡 목록
| #   | 제목                        | 작사·작곡                | 오리지널 발매                             | 재생 시간 |
| --- | --------------------------- | ------------------------ | ----------------------------------------- | --------- |
| 1.  | 〈Iron Maiden (Live)〉      | 스티브 해리스            | 《Live After Death》 (1985년)             | 4:27      |
| 2.  | 〈The Trooper〉             | 해리스                   | 《Piece of Mind》 (1983년)                | 4:11      |
| 3.  | 〈The Number of the Beast〉 | 해리스                   | 《The Number of the Beast》 (1982년)      | 4:51      |
| 4.  | 〈Wrathchild〉              | 해리스                   | 《Killers》 (1981년)                      | 2:54      |
| 5.  | 〈Futureal〉                | 해리스, 블레이즈 베일리  | 《Virtual XI》 (1998년)                   | 2:54      |
| 6.  | 〈Fear of the Dark〉        | 해리스                   | 《Fear of the Dark》 (1992년)             | 7:17      |
| 7.  | 〈Be Quick or Be Dead〉     | 브루스 디킨슨, 야닉 거스 | 《Fear of the Dark》 (1992년)             | 3:24      |
| 8.  | 〈2 Minutes to Midnight〉   | 아드리안 스미스, 디킨슨  | 《Powerslave》 (1984년)                   | 6:00      |
| 9.  | 〈Man on the Edge〉         | 베일리, 거스             | 《The X Factor》 (1995년)                 | 4:11      |
| 10. | 〈Aces High〉               | 해리스                   | 《Powerslave》 (1984년)                   | 4:29      |
| 11. | 〈The Evil That Men Do〉    | 스미스, 디킨슨, 해리스   | 《Seventh Son of a Seventh Son》 (1988년) | 4:34      |
| 12. | 〈Wasted Years〉            | 스미스                   | 《Somewhere in Time》 (1986년)            | 5:05      |
| 13. | 〈Powerslave〉              | 디킨슨                   | 《Powerslave》 (1984년)                   | 6:48      |
| 14. | 〈Hallowed Be Thy Name〉    | 해리스                   | 《The Number of the Beast》 (1982년)      | 7:14      |

| #  | 제목                           | 작사·작곡         | 오리지널 발매                        | 재생 시간 |
| -- | ------------------------------ | ----------------- | ------------------------------------ | --------- |
| 1. | 〈Run to the Hills〉           | 해리스            | 《The Number of the Beast》 (1982년) | 3:54      |
| 2. | 〈The Clansman〉               | 해리스            | 《Virtual XI》 (1998년)              | 8:59      |
| 3. | 〈Phantom of the Opera〉       | 해리스            | 《Iron Maiden》 (1982년)             | 7:06      |
| 4. | 〈Killers〉                    | 해리스, 폴 디애노 | 《Killers》 (1981년)                 | 5:00      |
| 5. | 〈Stranger in a Strange Land〉 | 스미스            | 《Somewhere in Time》 (1986년)       | 5:43      |
| 6. | 〈Tailgunner〉                 | 해리스, 디킨슨    | 《No Prayer for the Dying》 (1990년) | 4:15      |

## 인증
| 국가                               | 인증 | 판매량/출하량 |
| ---------------------------------- | ---- | ------------- |
| 영국 (BPI)                         | 실버 | 60,000        |
| 판매량+스트리밍을 기반으로 한 인증 |      |               |